# عميد الملك الكندري
أبو نصر محمد بن منصور بن محمد، المُلقب عَميد المُلك الكُنْدُري، وسيد الوزراء (بالفارسية: عمیدالملک ابونصر الکندری) (415 هـ / 1024م - 456 هـ / 1064م) وزير السلطان السلجوقي طُغرُل بك، وأول وزير لدولة السلاجقة العِظام (أيام القائم بأمر الله العباسي)، كان معتزلياً، وله النظم والنثر فلما مات طغرل بك، وزر لألب أرسلان قليلاً ثم نُكِب، حيث أمر بالقبض عليه، وأنفذه إلى (مرو الروذ) حيث مكث معتقلا عاماً كاملا، ثم قتله غلامان وحملا رأسه إلى عضد الدولة.
كان سبب اتصاله بالسلطان طغرل بك، أن السلطان لما ورد نيسابور طلب رجلاً يكتب له ويكون فصيحاً بالعربية فدل عليه الموفق والد أبي سهل وأعطته السعادة وكان فصيحاً فاضلاً.
الكندري: بضم الكاف وسكون النون وضم الدال المهملة وبعدها راء، هذه النسبة إلى كندر، وهي قرية من قرى طريثيت - بضم الطاء المهملة وفتح الراء وسكون الياء المثناة من تحتها وكسر الثاء المثلثة وسكون الياء المثناة من تحتها أيضاً وبعدها ثاء مثلثة - وهي كورة من نواحي نيسابور، خرج منها جماعة من العلماء وغيرهم، والله تعالى أعلم بالصواب.

## سيرته
كان من رجال الدهر جوداً وسخاء وكتابة وشهامة، واستوزره السلطان طغرل بك السلجوقي، ونال عنده الرتبة العالية والمنزلة الجليلة، ولم يكن أحد من أصحابه معه كلام، وهو أول وزير كان لهذه الدولة، ولم تكن له منقبة إلا صحبة إمام الحرمين أبي المعالي عبد الملك ابن الشيخ أبي محمد الجويني الفقيه الشافعي صاحب «نهاية المطلب» على ما ذكره المسعاني في ترجمة أبي المعالي في كتاب «الذيل» فإنه قال - بعد الإطناب في وصف إمام الحرمين وذكر تنقله في البلاد - ثم قال: وخرج إلى بغداد وصحب العميد الكندري أبا نصر مدة يطوف معه ويلتقي في حضرته بالأكابر من العلماء ويناظرهم، وتحنك بهم حتى تهذب في النظر، وشاع ذكره.
وذكره ابن الأثير في تاريخه سنة 456هـ: إن الوزير المذكور كان شديد التعصب على الشافعية كثير الوقيعة في الشافعي، رضي الله عنه، حتى بلغ من تعصبه أنه خاطب السلطان ألب أرسلان السلجوقي في لعن الرافضة على منابر خراسان، فأذن في ذلك، فلعنهم وأضاف إليهم الأشعرية، فانف من ذلك أئمة خراسان، منهم أبو القاسم القشيري وإمام الحرمين الجويني وغيرهما، ففارقوا خراسان، وأقام إمام الحرمين بمكة شرفها الله تعالى أربع سنين يدرس ويفتي، فلهذا قيل له إمام الحرمين فلما جاءت الدولة النظامية أحضر من انتزح منهم وأكرمهم وأحسن إليهم؛ وقيل إنه تاب عن الوقيعة في الشافعي، فإن صح فقد أفلح.
كان عميد الملك خصيا، قد خصاه طغرل بك لأنه أرسله يخطب عليه امرأة ليتزوجها، فتزوجها هو، وعصى عليه، فظفر به وخصاه، وأقره على خدمته.
ولم يزل عميد الملك في دولة طغرلبك عظيم الجاه والحرمة، إلى أن توفي طغرلبك - في التاريخ المذكور في ترجمته- وقام في المملكة ابن أخيه ألب أرسلان - المقدم ذكره - فأقره على حاله وزاد في إكرامه ورتبته، ثم إنه سيره إلى خوارزم شاه ليخطب له ابنته، فأرجف أعداؤه أنه خطبها لنفسه، وشاع ذلك بين الناس فبلغ عميد الملك الخبر، فخاف تغير قلب مخدومه عليه، فعمد إلى لحيته فحلقها وإلى مذاكيره فجبها، فكان ذلك سبب سلامته من ألب أرسلان، وقيل إن السلطان خصاه، فلما فعل ذلك عمل أبو الحسن علي بن الحسن الباخرزي المذكور في ترجمته قوله:
| قالوا محا السلطان عنه بعدكـم |  | سمة الفحول وكان قرماً صائلاً  |
| قلت اسكتوا فالآن زاد فحـولة  |  | لما اغتدى من أنثييه عـاطـلاً |
| فالفحل يأنف أن يسمى بعضـه    |  | أنثى، لذلك جده مسـتـاصـلا   |

في سنة 455 هـ، قبض السلطان ألب أرسلان على الوزير عميد الملك الكندري وزير طغرل بك، وسبب ذلك أن عميد الملك قصد خدمة نظام الملك وزير ألب أرسلان وقدم بين يديه خمسمائة دينار واعتذر وانصرف من عنده فسار أكثر الناس معه، فخوف السلطان من غائلة ذلك، قبض عليه وأنفذه إلى مرو الروذ.

## مقتله
عندما تولى ألب أرسلان الحكم، عزله من الوزارة في المحرم من سنة ست وخمسين وأربعمائة، وفوض الوزارة إلى نظام الملك أبي علي الحسن بن علي بن إسحاق الطوسي، وحبس عميد الملك بنيسابور في دار عميد خراسان، ثم نقله إلى مرو الروذ وحبسه في داره، فكان في حجرة تلك الدار عياله، وكانت له بنت واحدة لا غير، فلما أحس بالقتل دخل الحجرة وأخرج كفنه وودع عياله وأغلق باب الحجرة واغتسل وصلى ركعتين، وأعطى الذي هم بقتله مائة دينار نيسابورية وقال: حقي عليك أن تكفنني في هذا الثوب الذي غسلته بماء زمزم، وقال لجلاده: قل للوزير نظام الملك: بئس ما فعلت، علمت الأتراك قتل الوزراء، وأصحاب الديوان، ومن حفر مهواة وقع فيها، ومن سن سنة سيئة فعليه وزرها ووزر من عمل بها إلى يوم القيامة؛ ورضي بقضاء الله الحتوم.
يذكر بأنه دخل عليه غلامان وهو محموم فقتلاه وحملا رأسه إلى عضد الدولة وهو بكرمان، كما قتل بمرو الروذ في ذي الحجة سنة 456 هـ وله اثنتان وأربعون سنة، وقيل يوم الأحد سادس عشر ذي الحجة سنة 455 هـ وعمره يومئذ نيف و40 سنة. دفن جثمانه في قبر أبيه بكندر (من قرى نيسابور). وكانت مدة وزارته ثماني سنين وشهوراَ. ذكر الباخرزي الشاعر مخاطباً للسلطان ألب أرسلان عند مقتله:
| وعمك أدناه وأعلى مـحـلـه  |  | وبوأه من ملكه كنفـاً رحـبـا   |
| قضى كل مولى منكما حق عبده |  | فخوله الدنيا وخولته العقـبـى |

ومن العجائب أنه دفنت مذاكيره بخوارزم، وأريق دمه بمرو الروذ، ودفن جسده بقريته كندر، وجمجمته ودماغه بنيسابور، وحشيت سوأته بالتين ونقلت إلى كرمان، وكان نظام الملك هناك، ودفنت ثم، وفي ذلك عبرة لمن اعتبر، بعد أن كان رئيس عصره.

## أشعاره
وانتشر من شعره ما قاله في غلام تركي صغير السن كان واقفاً على رأسه يقطع بالسكين قصبة، فقال عميد الملك فيه: «أنا مشغول بحبه وهو مشغول بلعبه لو أراد الله خيراً وصلاحاً لمحبه نقلت رقة خديه إلى قسوة قلبه صانه الله فما أك - ثر إعجابي بعجبه».
ومن شعره: إن كان بالناس ضيق عن مناقشتي فالموت قد وسع الدنيا على الناس مضيت والشامت المغبون يتبعني كل لكأس المنايا شارب حاسي 
وكان عميد الملك ممدحاً مقصداً للشعراء، مدحه جماعة من أكابر شعراء عصره، منهم أبو الحسن الباخرزي والرئيس أبو منصور علي بن الحسين بن علي بن الفضل، وفيه يقول قصيدته النونية، وهي:
| ووراء ذياك المقـبـل مـورد     |  | حصباؤه من لؤلؤ مـكـنـون     |
| إما بيوت النحل بين شفاهـهـم   |  | منظومة أو حانة الـزرجـون    |
| ترمي بعينيك الفجاج مقـلـبـاً   |  | ذات الشمال بهـا وذات يمـين  |
| لو كنت زرقاء اليمامة ما رأت   |  | من بارق حياً علـى جـيرون     |
| شكواك من ليل التمام وإنـمـا   |  | أرقي بـلـيل ذوائب وقـرون    |
| ومعنف في الوجد قلت له اتـئد   |  | فالدمع دمعي والحنين حنينـي  |
| ما نافعي إذ كان ليس بنافعـي   |  | جاه الصبا وشفاعة العشـرين   |
| لا تطرقن خجلاً لـلـومة لائم    |  | ماانت أول حازم مـفـتـون     |
| أأسومهم، وهم الأجانب، طاعة    |  | وهواي بين جوانحي يعصينـي    |
| ديني على ظبياته ما يقتـضـى    |  | فبأي حكم يقتضون رسهونـي     |
| وخشيت من قلبي الفرار إليهـم   |  | حتى لقد طالبتـه بـضـمـين    |
| كل الـنـكـال أطـيق إلا ذلة    |  | إن العزيز عذابه بـالـهـون   |
| يا عين مثل قذاك رؤية معشـر    |  | عار علـى دنـياهـم والـدين   |
| لم يشبهوا الإنسـان إلا أنـهـم |  | متكونون من الحما المسنـون   |
| نجس العيون فإن رأيتهم مقلتي   |  | طهرتها فنزحت ماء جفونـي     |
| أنا إن هم حسبوا الذخائر دونهم |  | وهم إذا عدوا الفضائل دونـي  |
| لا يشمت الحساد أن مطامعـي     |  | عادت إلي بصفقة المغـبـون    |
| ما يستدير البدر إلا بـعـدمـا  |  | أبصرته في الضمر كالعرجون    |
| هذا الطريق اللحب زاجر ناقتي   |  | واليم قاذف فلكي المشـحـون   |
| فإذا عميد الملك حلى ربـعـه    |  | ظفراً بفأل الطائر المـيمـون  |
| ملك إذا ما العزم حـث جـياده   |  | مرحت بأزهر شامخ العرنـين    |
| بأغر ما أبصرت نور جبـينـه     |  | إلا اقتضاني بالسجود جبـينـي |
| تجلو النواظر في نواحي دستـه   |  | والسرج بدر دجى وليث عرين    |
| عمت فضائله البرية فالتـقـى    |  | شكر الغني ودعوة المسكـين    |
| قالوا وقد شنوا عـلـيه غـارة   |  | أصلات جود أم قضـاء ديون     |
| لو كان في الزمن القديم تظلمت  |  | منه الكنوز إلـى يدي قـارون  |
| أما خزائن مالـه فـمـبـاحة     |  | فاستوهبوا من علمه المخزون   |
| ما الرزق محتاجاً بعرصته إلى    |  | طلب وليس الأجر بالمـنـون    |
| أقسمت أن ألقى المكارم عالمـاً  |  | أني بـرؤيتـه أبـر يمـينـي   |
| ساس الأمور فليس يخلي رغبة     |  | من رهبة، وبسالة مـن لـين    |
| كالسيف رونق أثره في متنـه     |  | ومضاؤه في حده المسـنـون     |
| شهدت علاه أن عنصـر ذاتـه      |  | مسك وعنصر غيره من طين       |

وكان إنشاده إياه هذه القصيدة عند وصول عميد الملك إلى العراق، وهو في دست وزارته وعلو منصبه، وهذه القصيدة من الشعر الفائق المختار وقد أثبتت بكمالها ما خلا ثلاثة أبيات تم أهمالها، وقد وازن هذه القصيدة جماعة من الشعراء منهم ابن التعاويذي وازنه بقصيدته التي أولها:
| إن كان دينك في الصبابة ديني |  | فقف المطي برملتي يبـرين |

وهي القصيدة النادرة، وأرسلها من العراق إلى الشام ممتدحاً بها السلطان صلاح الدين
يقال: غنته بنت الأعرابي في جوقها فطرب وأمر لها بألفي دينار، ووهب أشياء، ثم أصبح، وقال: كفارة المجلس أن أتصدق بمثل ما بذلت البارحة.
وقيل: إنه أنشد عند قتله
إن كان بالناس ضيق عن منافستي فالموت قد وسع الدنيا على الناس     مضيت والشامت المغبون يتبعني كل بكأس المنايا شارب حاسي
ما أسعدني بدولة بني سلجوق! أعطاني طغرلبك الدنيا، وأعطاني ألب آرسلان الآخرة.

## أُنظر أيضاً
- أبو منصور فرامرز

| سبقه صاحب حسين ميكالي | "الوزير" من الدولة السلجوقية 1054/1055 - 29 نوفمبر 1064 | تبعه نظام الملك |